# Svenska mästerskapen i kortbanesimning 1972
Svenska mästerskapen i kortbanesimning 1972 avgjordes i Umeå 1972. Det var den 20:e upplagan av kortbane-SM.

## Medaljsummering

### Herrar
| Gren            | Guld                     | Guld             |
| 100 m frisim    | Gunnar Larsson 52,70     | Malmö S          |
| 400 m frisim    | Gunnar Larsson 4.00,6    | Malmö S          |
| 1500 m frisim   | Anders Bellbring 16.10,9 | Upsala S         |
| 200 m fjärilsim | Peter Feil 2.08,8        | Eskilstuna SS    |
| 200 m ryggsim   | Anders Sandberg 2.12,4   | Eskilstuna SS    |
| 200 m bröstsim  | Göran Eriksson 2.30,2    | SK Najaden       |
| 400 m medley    | Gunnar Larsson 4.30,2    | Malmö S          |
| 4x200 m frisim  | Timrå AIF 7.51,5         | Timrå AIF 7.51,5 |
| 4x100 m medley  | Timrå AIF 4.04,5         | Timrå AIF 4.04,5 |

### Damer
| Gren            | Guld                         | Guld                         |
| 100 m frisim    | Anita Zarnowiecki 1.01,5     | Simklubben S02               |
| 400 m frisim    | Carina Eriksson 4.39,9       | Gävle SS                     |
| 800 m frisim    | Else Gunsten 9.34,2          | Kristianstads SLS            |
| 200 m fjärilsim | Eva Wikner 2.25,5            | Stockholmspolisens IF        |
| 200 m ryggsim   | Diana Olsson 2.28,7          | Stockholmspolisens IF        |
| 200 m bröstsim  | Jeanette Pettersson 2.44,4   | IF Elfsborg                  |
| 400 m medley    | Anita Zarnowiecki 5.17,5     | Simklubben S02               |
| 4x200 m frisim  | Kristianstads SLS 9.19,9     | Kristianstads SLS 9.19,9     |
| 4x100 m medley  | Stockholmspolisens IF 4.36,1 | Stockholmspolisens IF 4.36,1 |